# Komisja Okrętów Królewskich
Komisja Okrętów Królewskich – urząd morski, do zadań którego należało organizowanie i zaopatrywanie tworzonej przez Zygmunta III Wazę polskiej floty wojennej. Był kontynuacją Komisji Morskiej.
W skład komisji weszli: syn senatora szwedzkiego Gabriel Posse – przewodniczący, dworzanin króla Wolfgang von der Oelsnitz – nadzór finansowy, sekretarz królewski Wojciech Giese oraz przedstawiciele władz Gdańska: rajca Herman von der Becke, ławnik Henryk Kemerer, Krystyn Strobandt i Daniel Riediger z Trzeciego Ordynku, a ponadto komisarze królewscy powołani już w 1623 roku: Jan Wendt i Piotr Nielsen.
Komisja utworzyła eskadrę okrętów, która w 1627 odniosła zwycięstwo w bitwie pod Oliwą w czasie wojny polsko-szwedzkiej 1626-1629. Za czasów panowania Władysława IV w latach 1632–1634 zorganizowała nową eskadrę, składającą się z 11 okrętów z 200 działami i 700-osobową załogą. Wzniosła na Półwyspie Helskim twierdze Władysławowo i Kazimierzowo, rozbudowała port wojenny w Pucku. Jej działalność finansowana była z wpływów z ceł morskich. 
Brak poparcia sejmu dla morskich planów króla spowodował trudności w finansowaniu działalności Komisji, w wyniku czego w 1641 flota została wystawiona na sprzedaż.